# Цезар має померти
«Цезар має померти» (італ. Cesare deve morire) — італійський драматичний фільм 2012 року братів-режисерів Паоло і Вітторіо Тавіані. Фільм виборов «Золотого ведмедя» на 62 Берлінському міжнародному кінофестивалі.
У фільмі розповідається як реальні мафіозі, бандити і вбивці ставлять у тюремному театрі п'єсу Вільяма Шекспіра «Юлій Цезар». Акторами є справжні в'язні, серед них є й ті, що відбувають довічний термін покарання.
Фільм було висунуто на премію Оскар в номінації Найкращий фільм іноземною мовою від Італії.

## У ролях
- Сальваторе Стріано — Брут
- Козімо Рега — Кассій
- Джованні Аркурі — Цезар
- Антоніо Франца — Марк Антоній
- Хуан Даріо Бонетті — Деціо
- Вінченцо Галло — Лусіо
- Росаріо Майорана — Метелл
- Франческо Де Масі — Требоній
- Дженнаро Соліто — Цінна
- Вітторіо Паррелла — Каска
- Паскуале Крапетті — Легіонер
- Франческо Карусоне — Варгсадже
- Фабіо Різуто — Стратон
- Моуріліо Джіефрейде — Оттавіо
- Фабіо Каваллі — театральний режисер